# Domenico Maria Corsi

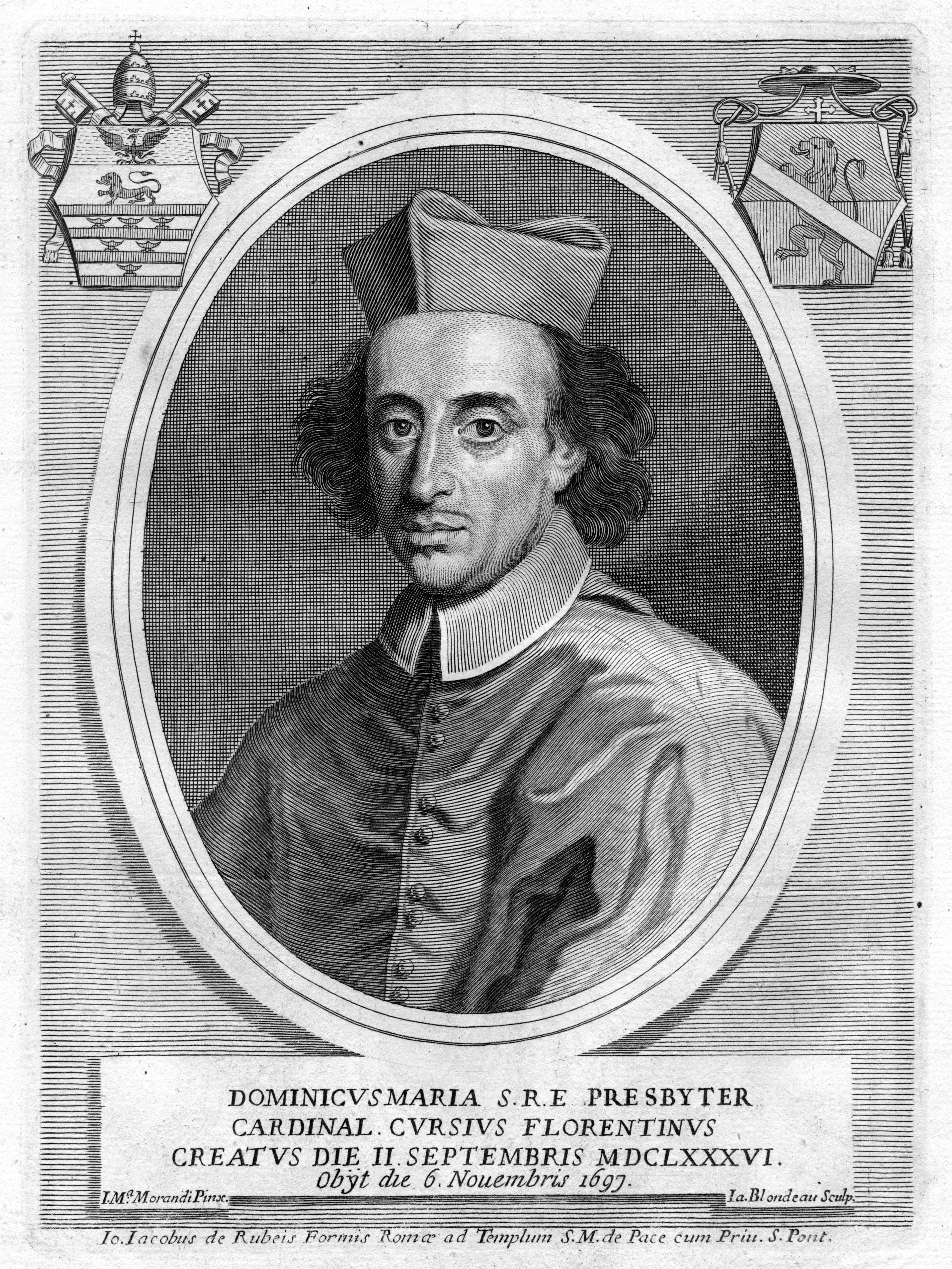
Domenico Maria Kardinal Corsi

Domenico Maria Corsi (* 1633 in Florenz; † 6. November 1697 in Rimini) war ein italienischer Kardinal der Römischen Kirche und Bischof von Rimini.

## Leben
Er war der Sohn von Giovanni Corsi aus der adeligen Familie der Marchese von Cajazzo und der Lucrezia Salviati. Ein späterer Kardinal aus dieser Familie war Cosimo Barnaba Corsi. Seine Bildung erhielt er durch seinen Onkel Lorenzo Corsi, der Päpstlicher Hausprälat war. Domenico Maria Corsi trat unter dem Pontifikat von Alexander VII. als Apostolischer Protonotar in den Dienst der Kurie. Danach war er Vizelegat in Urbino und Gouverneur der Stadt Fermo. Während des Pontifikats von Clemens X. wurde er Kleriker der Apostolischen Kammer. Nach dem Tod des Papstes ernannte das Kardinalskollegium ihn zum Gouverneur des Konklave 1676, das mit der Wahl von Innozenz XI. endete. Unter dem Pontifikat des Letzteren wurde Domenico Maria Corsi Auditor der Apostolischen Kammer.
Im Konsistorium vom 2. September 1686 erhob Innozenz XI. ihn zum Kardinaldiakon, den roten Hut und die Titeldiakonie Sant’Eustachio verlieh der Papst ihm am 30. September desselben Jahres. Am 3. März 1687 wurde er Legat in der Romagna.
Am 7. Juli 1687 wurde Domenico Maria Corsi zum Bischof von Rimini erwählt. Die Bischofsweihe empfing er am 17. August desselben Jahres. Er nahm am Konklave 1689 teil, das Papst Alexander VIII. wählte. Dieser verlängerte Corsis Legation um drei Jahre bis zum 27. Oktober 1689. Ferner nahm er am Konklave 1691 teil, aus dem Innozenz XII. als Papst hervorging. Am 3. Dezember 1696 optierte er zur Kardinalsklasse der Kardinalpriester sowie zur Titelkirche San Pietro in Montorio. Er war Kämmerer des Heiligen Kardinalskollegiums vom 14. Januar 1697 bis zu seinem Tod.
Beigesetzt wurde er in der Kathedrale von Rimini.